# 2015 في الأرجنتين
فيما يلي قوائم الأحداث التي وقعت خلال عام 2015 في الأرجنتين.

## أحداث
- 9 مارس – حادثة التصادم الجوي في فيا كاستيلي 2015

## سياسة

### تعيين في المنصب
- 9 ديسمبر – فيديريكو بينيدو رئيس الأرجنتين،عضو مجلس الشيوخ الأرجنتيني.
- 10 ديسمبر – خوليو كوبوس عضو مجلس الشيوخ الأرجنتيني.
- 10 ديسمبر – كارلوس ريوتيمان عضو مجلس الشيوخ الأرجنتيني.
- 10 ديسمبر – ماوريسيو ماكري رئيس الأرجنتين.

### انتهاء فترة المنصب
- 9 ديسمبر – خوليو كوبوس عضو مجلس النواب في الأرجنتين.
- 9 ديسمبر – ماوريسيو ماكري رئيس حكومة مدينة بوينس آيرس المستقلة.
- 10 ديسمبر – فيديريكو بينيدو رئيس الأرجنتين، عضو مجلس النواب في الأرجنتين.
- 10 ديسمبر – كريستينا فرنانديز دي كيرشنر رئيس الأرجنتين.

## رياضة
- 10 أكتوبر – تصفيات كأس العالم لكرة القدم 2018

## وفيات

### مايو
- 10 مايو – ماريو رودريغيز (مواليد 1937) لاعب كرة قدم أرجنتيني.

### سبتمبر
- 18 سبتمبر – ماريو بنيامين مينينديز (مواليد 1930)